# Karl Wilhelm von Waldow
Karl Wilhelm von Waldow (* 31. Dezember 1777 auf Wolgast; † 16. März 1836 in Köln) war ein preußischer Generalmajor.

## Leben

### Herkunft
Er war der Sohn von Wilhelm Leopold von Waldow (* 3. August 1718; † 6. Februar 1788) und dessen Ehefrau Julie Wilhelmine, geborene von Waldow aus dem Hause Adamsdorf.

### Militärkarriere
Am 1. August 1792 trat Waldow als Junker in das Dragonerregiment „von Prittwitz“ der Preußischen Armee ein. Während des Ersten Koalitionskrieges kämpfte er bei der Kanonade von Valmy sowie den Gefechten bei Stromberg, Harnbach, Altstadt, Nutzweiler, Weißenburg und in der Schlacht bei Kaiserslautern. Bis Mitte November 1796 avancierte er zum Sekondeleutnant. Im Vierten Koalitionskrieg wurde Waldow während der Schlacht bei Auerstedt bei einer Attacke auf das Karree des 85. französischen Infanterie-Regiments durch einen Schuss in die rechte Backe verwundet.
Nach dem Frieden von Tilsit wurde Waldow am 4. Dezember 1807 auf Halbsold gesetzt und am 14. Juli 1808 dem Dragoner-Regiment „von Wedel“ aggregiert. Am 13. September 1808 kam er dann als Premierleutnant in das Neumärkische Dragoner-Regiment Nr. 3. Dort wurde er am 26. Dezember 1811 Stabsrittmeister und nahm als solcher während der Befreiungskriege an der Schlacht bei Großgörschen teil, wo er verwundet und mit dem Eisernen Kreuz II. Klasse ausgezeichnet wurde. Er kämpfte bei Bautzen und stieg am 1. November 1813 zum Rittmeister sowie zum Eskadronchef auf. Im weiteren Kriegsverlauf kämpfte Waldow bei Laon und Paris und erhielt für Ligny das Eiserne Kreuz I. Klasse. Ferner kämpfte er in den Gefechten bei May, Neuilly, Oulchy-le-Chateau, Sezanna, Trillport, Claye, Wavre und Namur.
Am 29. März 1815 wurde er in das 4. Dragoner-Regiment versetzt, wo er am 5. April 1816 zum Major befördert wurde. Am 11. Mai 1827 wurde er zum Direktor der Divisionsschule der 15. Division ernannt. Am 20. März 1831 beauftragte man Waldow mit der Führung des 6. Ulanen-Regiments. Am 28. Februar 1832 wurde zum Regimentskommandeur ernannt und in dieser Eigenschaft wurde er am 30. März 1832 zum Oberstleutnant sowie am 30. März 1834 zum Oberst befördert. Am 23. September 1835 erhielt er seinen Abschied mit dem Charakter als Generalmajor und einer Pension von 1750 Talern. Er starb bereits am 16. März 1836 in Köln. Seine Grabstätte befindet sich auf dem Melaten-Friedhof.

### Familie
Waldow heiratete am 21. Juli 1819 in Altenburg, Kreis Aachen, Arnoldine Hubertine Freiin von Blanchart (* 25. Mai 1798; † 4. März 1887). Das Paar hatte mehrere Kinder:
- Berta Eleonore Franziska Hubertine (* 9. August 1820; † 2. März 1850)
- Rudolf Heinrich Karl Hubert (1824–1891), preußischer Generalleutnant ⚭ Bertha von Plessen (* 8. Oktober 1834; † 7. April 1889), verwitwete von Briesen
- Karl Heinrich Joseph Hubert (1828–1896) ⚭ Marie Anna Wieners (* 30. Juni 1833; † 26. Juni 1867)
- Karl Wilhelm Hubert (* 16. Januar 1830; † 12. Juli 1870), preußischer Rittmeister
- Auguste Judith Hubertine Isabella (* 27. November 1832; † 21. September 1878)
- Franz Karl August Hubert (* 16. Juni 1836; † 25. April 1890), preußischer Oberstleutnant a. D.